# Gerygone
Gerygone (Mangrovezangers) is een geslacht van zangvogels uit de familie van de Australische zangers (Acanthizidae). Het geslacht telt twintig soorten, waarvan één is uitgestorven.

## Soorten
- Gerygone albofrontata  – Chathammangrovezanger
- Gerygone chloronota  – Witbuikmangrovezanger
- Gerygone chrysogaster  – Geelbuikmangrovezanger
- Gerygone citrina  – Rennellmangrovezanger
- Gerygone dorsalis  – Roodflankmangrovezanger
- Gerygone flavolateralis  – Vanuatumangrovezanger
- Gerygone fusca  – Witstaartmangrovezanger
- Gerygone hypoxantha  – Biakmangrovezanger
- Gerygone igata  – Maorimangrovezanger
- Gerygone inornata  – Timormangrovezanger
- Gerygone levigaster  – Witbrauwmangrovezanger
- Gerygone magnirostris  – Dikbekmangrovezanger
- Gerygone modesta  – Norfolkmangrovezanger
- Gerygone mouki  – Bruine mangrovezanger
- Gerygone olivacea  – Witkeelmangrovezanger
- Gerygone palpebrosa  – Zwartkeelmangrovezanger
- Gerygone ruficollis  – Boomvarenmangrovezanger
- Gerygone sulphurea  – Goudbuikmangrovezanger
- Gerygone tenebrosa  – Witoogmangrovezanger

### Uitgestorven
- Gerygone insularis  – Lord-Howemangrovezanger